# Liga Nacional de Guatemala 1969-70
La Liga Nacional de Guatemala 1969/70 es el décimo octavo torneo de la Liga de fútbol de Guatemala. El campeón del torneo fue el Municipal, consiguiendo su séptimo título de liga.

## Formato
El formato del torneo era de todos contra todos a dos vueltas, donde los primeros seis equipos clasificaban a una hexagonal para disputar el título, los restantes definían el descenso; el ganador de la hexagonal era el campeón, En caso de empate por puntos se realizaría una serie extra de dos partidos a visita recíproca para determinar quien era el campeón.  Los equipos que ocuparan los dos últimos lugares de la hexagonal por la permanencia (hexagonal incluía los dos primeros lugares de la liga de ascenso), descenderían a la categoría inmediata inferior.
Por ganar el partido se otorgaban 2 puntos, si era empate era un punto, por perder el partido no se otorgaban puntos.
En esta edición comenzó a estandarizarse el formato de torneo largo, en el que tras terminar la temporada regular los mejores equipos jugarían entre ellos disputándose el título y los peores jugarían entre ellos disputándose el descenso.

## Equipos participantes
| Club                | Ciudad              | Departamento   |
| ------------------- | ------------------- | -------------- |
| Aurora FC           | Ciudad de Guatemala | Guatemala      |
| Cementos Novella    | Ciudad de Guatemala | Guatemala      |
| Comunicaciones      | Ciudad de Guatemala | Guatemala      |
| RGM Escuintla       | Escuintla           | Escuintla      |
| Municipal           | Ciudad de Guatemala | Guatemala      |
| Pepsi Cola          | Ciudad de Guatemala | Guatemala      |
| Suchitepéquez       | Mazatenango         | Suchitepéquez  |
| Tipografía Nacional | Ciudad de Guatemala | Guatemala      |
| Universidad         | Ciudad de Guatemala | Guatemala      |
| Xelajú MC           | Quetzaltenango      | Quetzaltenango |

### Equipos por Departamento
| Departamento   | N.º | Equipos                                                                                            |
| -------------- | --- | -------------------------------------------------------------------------------------------------- |
| Escuintla      | 1   | RGM Escuintla                                                                                      |
| Guatemala      | 7   | Aurora, Cementos Novella, Comunicaciones, Municipal, Pepsi Cola, Tipografía Nacional, Universidad. |
| Quetzaltenango | 1   | Xelajú MC.                                                                                         |
| Suchitepéquez  | 1   | Suchitepéquez                                                                                      |

## Fase de clasificación
|  | Pos. | Equipos                   | PJ | PG | PE | PP | GF | GC | Dif. | PTS | Clasificación                |
|  | ---- | ------------------------- | -- | -- | -- | -- | -- | -- | ---- | --- | ---------------------------- |
|  | 1º   | Municipal                 | 18 | 13 | 4  | 1  | 33 | 9  | +24  | 30  | Hexagonal por el campeonato  |
|  | 2º   | Comunicaciones            | 18 | 13 | 4  | 1  | 42 | 10 | +32  | 30  | Hexagonal por el campeonato  |
|  | 3º   | Aurora                    | 18 | 9  | 6  | 3  | 32 | 12 | +20  | 24  | Hexagonal por el campeonato  |
|  | 4º   | Cementos Novella          | 18 | 6  | 8  | 4  | 34 | 24 | +10  | 20  | Hexagonal por el campeonato  |
|  | 5º   | RGM Escuintla             | 18 | 7  | 3  | 8  | 32 | 35 | -3   | 17  | Hexagonal por el campeonato  |
|  | 6º   | Universidad de San Carlos | 18 | 7  | 3  | 8  | 28 | 30 | -2   | 17  | Hexagonal por el campeonato  |
|  | 7º   | Pepsi Cola                | 18 | 6  | 4  | 8  | 20 | 24 | -4   | 16  | Hexagonal por la permanencia |
|  | 8º   | Tipografía Nacional       | 18 | 3  | 5  | 10 | 15 | 34 | -19  | 11  | Hexagonal por la permanencia |
|  | 9°   | Xelajú MC                 | 18 | 4  | 2  | 12 | 23 | 47 | -24  | 10  | Hexagonal por la permanencia |
|  | 10º  | Suchitepéquez             | 18 | 1  | 3  | 14 | 10 | 44 | -34  | 5   | Hexagonal por la permanencia |
|  |      |                           |    |    |    |    |    |    |      |     |                              |

## Partido de desempate
| 30 de octubre de 1969                               | Municipal | 1:0 | Comunicaciones | Estadio Mateo Flores, Ciudad de Guatemala |                                      |
|                                                     | Fión      |     |                | Árbitro(s): Leonel Antonio Bojórquez      | Árbitro(s): Leonel Antonio Bojórquez |
| Partido por el liderato de la fase de clasificación |           |     |                |                                           |                                      |

## Fase final
|  | Pos. | Equipos                   | PJ | PG | PE | PP | GF | GC | Dif. | PTS | Clasificación                         |
|  | ---- | ------------------------- | -- | -- | -- | -- | -- | -- | ---- | --- | ------------------------------------- |
|  | 1º   | Municipal                 | 10 | 9  | 0  | 1  | 25 | 12 | +13  | 18  | Copa de Campeones de la Concacaf 1970 |
|  | 2º   | Aurora                    | 10 | 3  | 5  | 2  | 14 | 14 | 0    | 11  |                                       |
|  | 3º   | Comunicaciones            | 10 | 3  | 4  | 3  | 12 | 10 | +2   | 10  |                                       |
|  | 4º   | Cementos Novella          | 10 | 3  | 3  | 4  | 16 | 14 | +2   | 9   |                                       |
|  | 5º   | RGM Escuintla             | 10 | 1  | 4  | 5  | 12 | 18 | -6   | 6   |                                       |
|  | 6º   | Universidad de San Carlos | 10 | 2  | 2  | 6  | 10 | 21 | -11  | 6   |                                       |
|  |      |                           |    |    |    |    |    |    |      |     |                                       |

## Campeón
| Campeón Temporada 1969/1970 |
| Municipal 7º Título         |
| --------------------------- |

## Hexagonal por la Permanencia
|  | Pos. | Equipos             | PJ | PG | PE | PP | GF | GC | Dif. | PTS | Clasificación                 |
|  | ---- | ------------------- | -- | -- | -- | -- | -- | -- | ---- | --- | ----------------------------- |
|  | 1º   | Pepsi Cola          | 10 | 4  | 4  | 2  | 17 | 10 | +7   | 12  |                               |
|  | 2º   | Suchitepéquez       | 10 | 5  | 1  | 4  | 14 | 13 | +1   | 11  |                               |
|  | 3º   | Xelajú MC           | 10 | 4  | 2  | 4  | 21 | 19 | +2   | 10  |                               |
|  | 4º   | Tipografía Nacional | 10 | 2  | 6  | 2  | 10 | 21 | -11  | 10  |                               |
|  | 5°   | Cobán Imperial      | 10 | 2  | 5  | 3  | 8  | 12 | -4   | 9   | Permanecen en Liga de Ascenso |
|  | 6º   | Juventud Retalteca  | 10 | 2  | 4  | 4  | 15 | 20 | -5   | 8   | Permanecen en Liga de Ascenso |
|  |      |                     |    |    |    |    |    |    |      |     |                               |